# Steve Maxwell
Steve Maxwell (Adelaida, Australia, 7 de enero de 1965-Adelaida, 10 de marzo de 2024) fue un futbolista australiano que jugó en la posición de delantero.

## Carrera

### Club
| Periodo   | Club              | Apariciones | Goles |
| --------- | ----------------- | ----------- | ----- |
| 1983-1986 | Adelaide City FC  | 93          | 23    |
| 1987      | Marconi Stallions | 22          | 5     |
| 1988-1994 | Adelaide City     | 181         | 46    |

### Selección nacional
Jugó para Australia en cuatro ocasiones de 1986 a 1992. También jugó para la selección sub-20.

## Logros
- National Soccer League Finals: 1986, 1991–92, 1993–94
- National Soccer League Cup: 1989, 1991–92